# 2015-ös Európa-liga-döntő
A 2015-ös Európa-liga-döntő az európai labdarúgó-klubcsapatok második legrangosabb tornájának 6., jogelődjeivel együttvéve a 44. döntője volt. A mérkőzést a varsói Nemzeti Stadionban rendezték 2015. május 27-én. A mérkőzés győztese részt vett a 2015-ös UEFA-szuperkupa döntőjében, ahol az ellenfél a 2014–2015-ös UEFA-bajnokok ligája győztese volt.
A győztes automatikusan részvételi jogot szerzett a 2015–2016-os UEFA-bajnokok ligájára.

## A mérkőzés
| 2015. május 27. 20:45 (CEST) |

| Dnyipro Dnyipropetrovszk | 2–3               | Sevilla FC                   |
| ------------------------ | ----------------- | ---------------------------- |
| Kalinić 7' Rotan 44'     | (2–2) Jegyzőkönyv | Krychowiak 28' Bacca 31' 73' |

| Nemzeti Stadion, Varsó Nézőszám: 45 000 Játékvezető: Martin Atkinson (angol) |